# بازی توپخانه‌ای

یک مثال از بازی توپخانه‌ای، یک بازیگر به سمت دیگری شلیک می‌کند. منظره با چاله‌های حاصل از تیرهای خطا رفته، نشان‌دار شده‌است.

بازی توپخانه‌ای (انگلیسی: Artillery game) یک بازی کامپیوتری دو یا سه نفره (معمولاً دو محوره) است که در آن تانک‌ها (یا توپخانه‌ها) سعی دارند تا یکدیگر را نابود کنند.